# Dennis Vial
Dennis Vial (* 10. April 1969 in Sault Ste. Marie, Ontario) ist ein ehemaliger kanadischer Eishockeyspieler, der im Verlauf seiner aktiven Karriere zwischen 1985 und 2005 unter anderem 242 Spiele für die New York Rangers, Detroit Red Wings und Ottawa Senators in der National Hockey League (NHL) auf der Position des Verteidigers bestritten hat. Vial verkörperte den Spielertyp des Enforcers. Sein Schwager Norm Batherson war und sein Neffe Drake Batherson ist ebenfalls professioneller Eishockeyspieler.

## Karriere
Vial wechselte im Verlauf seiner Juniorenzeit in der Saison 1985/86 von den Hamilton Kilty B’s aus der Greater Horseshoe Junior Hockey League (GHJHL) zu den in der Ontario Hockey League (OHL) angesiedelten Hamilton Steelhawks. Der Verteidiger imponierte dort in den folgenden drei Spielzeiten vor allem durch seine physische Präsenz und wurde folglich im NHL Entry Draft 1988 in der sechsten Runde an 110. Stelle von den New York Rangers aus der National Hockey League (NHL) ausgewählt. Er verbrachte jedoch noch eine weitere Saison in der OHL, die er nach der Umsiedlung des Franchises von Hamilton nach Niagara Falls bei den Niagara Falls Thunder absolvierte. Die Saison dort war mit 37 Scorerpunkten in 50 Einsätzen seine offensiv mit Abstand beste OHL-Spielzeit.
Zur Saison 1989/90 wechselte der Abwehrspieler in den Profibereich und in die Organisation der New York Rangers, die ihn in seinem Rookiespieljahr bei ihrem Farmteam, den Flint Spirits, in der International Hockey League (IHL) einsetzten. Zur folgenden Spielzeit schaffte Vial zum Saisonbeginn den Sprung in den NHL-Kader New Yorks, ehe er von Anfang Dezember 1990 bis Anfang März 1991 beim Kooperationspartner Binghamton Rangers in der American Hockey League (AHL) eingesetzt wurde. Anfang März wurde der Kanadier gemeinsam mit Kevin Miller und Jim Cummins zu den Detroit Red Wings transferiert, während im Gegenzug Joe Kocur und Pär Djoos zu den Rangers wechselten. Bei den Red Wings kam der Defensivspieler bis zum Saisonende wieder in der NHL zum Einsatz. Die folgenden beiden Spieljahre verbrachte er zumeist als überzähliger, siebter Abwehrspieler im Kader Detroit und kam nur selten zu Spielminuten. Um jedoch Spielpraxis zu erhalten, wurde er immer wieder in die AHL zu den Adirondack Red Wings geschickt, mit denen er im Jahr 1992 die Meisterschaft in form des Calder Cups gewann. Zwischenzeitlich hatte Vial über den Sommer 1992 kurzzeitig den Nordiques de Québec angehört, nachdem er gemeinsam mit Doug Crossman im Juni dorthin verkauft worden war, allerdings bereits im September wieder zurückgekauft wurde.
Im Vorfeld des NHL Expansion Draft 1993 wurde der junge Kanadier im Juni 1993 abermals Teil eines Transfergeschäfts, als er von den Red Wings im Tausch für Steve Maltais zu den Tampa Bay Lightning geschickt wurde. Wie bereits für Québec im Vorjahr bestritt Vial auch für das Franchise der Lightning keine Partie, da er im Rahmen des Expansion Drafts ungeschützt blieb und somit von den neu gegründeten Mighty Ducks of Anaheim ausgewählt wurde. Aufgrund der Regularien des Drafts erfolgte tags darauf in einer zweiten Phase eine erneute Auswahl, an der lediglich die drei Liganeulinge der beiden Vorjahre beteiligt waren. Dadurch wechselte Vial erneut die Organisation und stand mit Beginn der Saison 1993/94 für die Ottawa Senators auf dem Eis. Bei den Senators bestritt er die folgenden viereinhalb Spielzeiten als Stammspieler, hatte aber auch mit zahlreichen Verletzungen zu kämpfen. Im Januar 1998 wurde der 28-Jährige jedoch in die IHL zu Ottawas Kooperationspartner Chicago Wolves geschickt. Mit der Mannschaft gewann Vial am Ende der Saison 1997/98 den Turner Cup.
Nach einer weiteren Saison, die er komplett bei den Wolves in der IHL verbracht hatte, wagte der Kanadier im Sommer 1999 den Sprung nach Europa. Dort schloss er sich dem englischen Klub Sheffield Steelers an, der am Spielbetrieb der britischen Ice Hockey Superleague (BISL) teilnahm. Gleich in seinem ersten Spieljahr gewann er mit der Mannschaft den Challenge Cup und wurde im Ligabetrieb Vizemeister. Im Jahr darauf führte Vial die Steelers als Mannschaftskapitän zum erfolgreichsten Jahr der Teamgeschichte. Sheffield gewann mit dem Challenge Cup und dem Benson & Hedges Cup beide Pokalwettbewerbe des Jahres, zudem sicherten sie sich den Titel des Britischen Meisters und waren schließlich auch in den abschließenden Playoffs siegreich.
Trotz der erfolgreichen Jahre kehrte der Defensivakteur im Sommer 2001 nach Nordamerika zurück und schloss sich den Columbia Inferno aus der East Coast Hockey League (ECHL) an. Mit der Ausnahme von zwei Einsätzen für die Dragons de Verdun aus der Ligue de hockey semi-professionnelle du Québec (LHSPQ) in der Saison 2002/03 war Vial drei Spielzeiten für die Inferno aktiv. Am Ende der Spielzeit 2002/03 sicherte er sich als Führender der Plus/Minus-Wertung gemeinsam mit Mike Glumac von den Pee Dee Pride den ECHL Plus Performer Award. Nach seinem Abschied aus Columbia im Sommer 2004 verbrachte der Verteidiger noch eine Saison bei den Missouri River Otters und Richmond RiverDogs in der United Hockey League (UHL), ehe er seine Karriere nach der Saison 2004/05 im Alter von 36 Jahren beendete.

## Erfolge und Auszeichnungen
| - 1992 Calder-Cup-Gewinn mit den Adirondack Red Wings - 1998 Turner-Cup-Gewinn mit den Chicago Wolves - 2000 Challenge-Cup-Gewinn mit den Sheffield Steelers - 2000 Britischer Vizemeister mit den Sheffield Steelers - 2000 Benson-&-Hedges-Cup-Gewinn mit den Sheffield Steelers | - 2001 Challenge-Cup-Gewinn mit den Sheffield Steelers - 2001 Britischer Meister mit den Sheffield Steelers - 2001 BISL-Playoffgewinn mit den Sheffield Steelers - 2003 ECHL Plus Performer Award (gemeinsam mit Mike Glumac) |

## Karrierestatistik
(Legende zur Spielerstatistik: Sp oder GP = absolvierte Spiele; T oder G = erzielte Tore; V oder A = erzielte Assists; Pkt oder Pts = erzielte Scorerpunkte; SM oder PIM = erhaltene Strafminuten; +/− = Plus/Minus-Bilanz; PP = erzielte Überzahltore; SH = erzielte Unterzahltore; GW = erzielte Siegtore; 1 Play-downs/Relegation; Kursiv: Statistik nicht vollständig)